# Vladimir Naoumov
Pour les articles homonymes, voir Naoumov.
Vladimir Naoumovitch Naoumov (russe : Владимир Наумович Наумов), né le 6 décembre 1927 à Léningrad en Union soviétique et mort le 29 novembre 2021, est un réalisateur et scénariste soviétique, puis citoyen russe.

## Biographie
Vladimir Naoumov fait ses études à l'Institut fédéral d'État du cinéma, sous la direction d'Igor Savtchenko. Il fut un camarade de classe de Sergueï Paradjanov.
Il a travaillé en tandem avec Alexandre Alov jusqu'à la mort de ce dernier. Ils sont notamment les réalisateurs de Téhéran 43, sorti en 1981.
Artiste du peuple de l'URSS en 1983.
En 1985, on lui attribue le prix d'État de l'URSS, pour le drame de guerre Le Rivage adapté du roman de Iouri Bondarev publié en 1975.
Depuis 1980, il dirige un atelier à VGIK, depuis 1986 - en tant que professeur. Parmi ses élèves sont Philippe Yankovski, Andreï Dobrovolski.
En 2001, son film L'Horloge sans aiguilles a été sélectionné au festival du cinéma russe à Honfleur.
Un Aigle d'or pour l'ensemble de sa carrière lui est remis en 2007.

## Décorations
- Ordre de l'Insigne d'honneur (1971)
- Ordre du Drapeau rouge du Travail (1977)
- Ordre de l'Amitié des peuples (1987)
- Ordre du Mérite pour la Patrie de 4e classe (1997)
- Ordre du Mérite pour la Patrie de 2e classe (2007)
- Ordre de l'Honneur (2013)
- Ordre du Mérite pour la Patrie de 3e classe (2018)

## Filmographie
- 1954 : Jeunesse inquiète (ru) (Тревожная молодость)
- 1957 : Pavel Kortchaguine (Павел Корчагин), co-réalisé avec Alexandre Alov
- 1958 : Le Vent (ru) (Ветер), co-réalisé avec Alexandre Alov
- 1961 : Paix à celui qui vient au monde (Mir vkhodiachtchemou), co-réalisé avec Alexandre Alov
- 1962 : Monnaie (ru), co-réalisé avec Alexandre Alov
- 1966 : Une anecdote stupide, co-réalisé avec Alexandre Alov
- 1970 : La Fuite (Beg), co-réalisé avec Alexandre Alov
- 1976 : La Légende de Till l'Espiègle, co-réalisé avec Alexandre Alov
- 1981 : Téhéran 43 (Tegeran-43), co-réalisé avec Alexandre Alov[5]
- 1990 : Dix ans sans droit au courrier (ru) (Десять лет без права переписки)
- 1994 : La Fête blanche (Белый праздник)
- 2001 : La Montre sans aiguilles (ru) (Часы без стрелок)
- 2007 : Joconde sur asphalte (Джоконда на асфальте)